# 戸田れい
戸田 れい（とだ れい、1987年2月9日 - ）は、日本のグラビアアイドル、タレント、女優、料理人。主な愛称は、レイチェル。リップ所属。東京都出身。

## 経歴
2009年、「ミスモバゲーグランプリ'09」にて準グランプリとフォトジェニック賞を受賞する。同年4月6日から6月1日まで恵比寿マスカッツに所属していた。
2013年、HEIWAのイメージガールを務める。また、サガミオリジナル002の5代目宣伝大使を務めた。
20歳の頃からレストランのキッチンでも働いている。2016年、調理師免許を取得。2018年に都内のレストランでシェフとして週5日勤務が12年目に入ったことを公表した。
2017年4月、グラビア歴12年目30歳で初の写真集『TRENTE』を出版する。
2021年8月25日のラストDVD『アールグレイ～こころに残る美尻の味わい～』発売に合わせて、グラドルとしての集大成となる写真集をクラウドファンディングで制作する。ちなみにラストDVDと銘打っているもののグラビア活動そのものについては卒業するわけではなく、DVDリリースを卒業することとしている。
2023年の時点で「奇跡の36歳」と呼ばれていた。
2023年9月18日、自身のSNSにて、一般男性と結婚したことを発表した。結婚に伴うグラビアアイドルからの卒業はしていないが、翌2024年5月12日を以ってプール撮影会を卒業した。

埼玉支部のボートレーサー、松本純平の大ファンであることを公言している。

## 出演

### 雑誌
- 週刊プレイボーイ、週刊ヤングマガジン、週刊少年マガジン、SPA!、GLAMOROUS、411、WARP、sabra、ヤングキング、BOMB、BLT、EX MAX、LUXX ネコパブリッシング、コミックブレイク、Gザテレビジョン、ヤングマガジンなど。
- GOLF TODAY（三栄）

### テレビ番組
- アイドル芸能社（BS-i）
- デジ屋台（TBS）
- やりすぎコージー（テレビ東京） - レギュラー（2代目やりすぎガール）[20]
- 天使らんまん（MBS）
- うちあげ（CBC）
- グラビアトークオーディション（フジテレビ）
- アイドルの星（エンタ!371）
- グラビアの美少女（MONDO21）
- パジャマハウス（千葉テレビ） - レギュラー
- おねだり!!マスカット（2009年4月6日 - 6月1日、テレビ東京） - レギュラー
- 嬢識〜知りたGirly〜（テレビ朝日） - 2期生レギュラー
- エンタ!SELECTION（2009年8月 - 、スカパー! エンタ!371） - 番組内レイチェルリポートレギュラー
- マルさまぁ〜ず（2010年7月8日・15日、TBS）
- そこツボ（TOKYO MX） - レギュラー
- イチハチ（2011年3月9日、MBS）
- そこウサ（2011年7月29日、TOKYO MX）
- ランク王国（2011年7月30日、TBS）
- 秋葉系アイドルチャンネル（2011年9月23日、BS11）
- ストライクTV（2012年3月26日・4月23日、テレビ朝日）
- ハシゴマン（2012年6月21日、TOKYO MX）
- ドキッ!丸ごと水着 女だらけの水泳大会（2014年6月7日、フジテレビONE）
- 櫻井有吉アブナイ夜会（2015年4月16日、TBS）
- マルコポロリ!SP（2016年5月8日、関西テレビ）
- 360°まる見え!VRアイドル水泳大会（2017年4月25日、フジテレビ）[21]
- 橋本マナミのヨルサンポII（2017年4月 - 2017年9月、BSフジ） - 隊員
- ゴッドタン（2018年2月24日、テレビ東京）[22]
- 中居くん決めて!（2019年5月13日、TBS） - 以後、「決めたガール」の1人として2020年3月23日の最終回まで不定期出演
- 家事ヤロウ!!!（2020年8月26日、テレビ朝日）
- 浜ちゃんが!（2022年5月11日、読売テレビ） - テレビに出たい爆走娘ダービー!
- 秘湯ロマン（2023年1月21日、テレビ朝日）
- 登山で頂きメシ！ (2023年5月15日、6月26日、11月12日、11月26日、2024年4月21日、7月28日、スカイ A)

### テレビドラマ
- 火曜サスペンス劇場 父と娘の真実（2002年、日本テレビ）
- ギャルサー（2006年、日本テレビ） - ヌマコ 役
- 59番目のプロポーズ（2006年、日本テレビ）
- だめんず・うぉ〜か〜 第3話（2006年、テレビ朝日） - タエコ 役
- 死ぬかと思った（2007年、日本テレビ） - シズカ 役
- 勝利の女神4（2009年、千葉テレビ） - 美鈴 役
- 東京トイボックス（2013年、テレビ東京）
- 相棒 Season17 第10話（2019年1月1日、テレビ朝日） - 奈美 役

### 映画
- マッスルヒート（2002年）
- 真夜中の少女たち「ベットタウンドールズ」（2006年）
- HEY JAPANESE! Do you believe PEACE,LOVE and UNDERSTANDING? 2008 2008年、イマドキジャパニーズよ。愛と平和と理解を信じるかい?（2007年）
- 映画版 ふたりエッチ トリプル・ラブ＆ラブ・フォーエバー（2011年） - レイチェル 役
- けっこう仮面 新生（2012年6月2日）
- うそつきパラドクス（2013年9月7日、バップ） - 丸悦実生 役
- 戦極 Bloody Agent（2014年10月11日公開） - モモ 役
- 心霊写真部 劇場版（2015年） - 萩尾瑞菜 役
- ...and LOVE（2016年）

### DVDドラマ
- 暗殺者 The Second Chance（2007年） - 主演・保坂ゆうき 役
- 暗殺者 Mission（2007年） - 主演・保坂ゆうき 役
- 電撃特捜隊バイオニックフォース Brainwashing & Torture（2007年） - ブルーフォース・金城水央 役
- 電撃特捜隊バイオニックフォース Destruction & Violated（2007年） - ブルーフォース・金城水央 役
- 心霊写真部（2010年、ハピネット） - 瑠川リリ 役
- グラドルヒロイン危機一髪!!(R) 太陽の戦士レオーナ（2011年） - 柔名結衣（レオーナ） 役
- 戦慄ショートショート コワバナ 恐噺 死者の指定席（2011年、トリコ） - 戸田れい 役
- ヤシャゲイム（2011年12月7日、アタッカーズ） - 主演
- 映画版 ふたりエッチ ラブ・フォーエバー（2012年） - レイチェル 役
- 監禁潜入捜査官（2018年6月22日、リバプール） - 主演・冬月麗子[23][24]

### 舞台
- ぐつぐつ（2010年1月28日 - 31日、シアターブラッツ） - ちくわぶ役
- 漂流劇（2011年3月16日 - 20日、アクアスタジオ） - ユウコ役
- シーズン〜巡り合い〜（2011年8月24日 - 28日、笹塚ファクトリー） - ヒロイン役（二役）
- ニンギョヒメ（2012年5月17日・19日・20日、CBGKシブゲキ!!）
- 闇の皇太子（2012年10月17日・19日 - 21日、上野ストアハウス）
- バイオハザードカフェで朝食を（2013年2月5日・7日・9日・10日、俳優座劇場）
- CORNFLAKES 第11回公演「グッバイシェイクスピア!!!」（2014年6月4日 - 9日、中目黒キンケロ・シアター）
- Office ENDLESS produce vol.14「RUSTRAIN FISH」（2014年9月19日 - 26日、CBGKシブゲキ!!)
- ニンギョヒメ（再演、2014年11月27日 - 30日、相鉄本多劇場）
- LOVE＆FAT FACTRY 舞台「リングのマクベス」（2015年4月30日 - 5月4日、ウッディシアター中目黒）
- 劇団PU-PU-JUICE 第22回公演「兵隊日記 タドル」(2015年12月17日 - 27日、中目黒キンケロ・シアター)
- 劇団た組。番外公演「楽屋〜流れ去るものはやがてなつかしき〜」（2016年1月20日 - 24日、LIVESTAGE hodgepodge）

### ラジオ
- まだまだゴチャ・まぜっ!〜集まれヤンヤン〜（2011年4月16日 - 2012年4月14日、MBSラジオ）

### CM
- 宝くじ ロト6（2011年10月 - ） - 看護師 役
- HEIWA企業CM 『ゴルフ場に愛される編』（2012年11月 - ） / 『街がもしもオセロになったら!?編』（2012年12月 - ）
- 株式会社HRC LUNAシリーズ イメージモデル

## リリース作品

### DVD
- 必殺れいヮ〜ルド（2005年3月、エッジ）
- 戸田れい（2005年9月、i-cf）
- Sun Flower（2005年12月、アルゴノーツ）
- Selfish（2009年4月24日、竹書房）
- Fresh!Eye（2009年8月26日、フレッシュメディア）
- My Baby〜私とあなたの〜（2009年11月20日、イーネットフロンティア）
- Honey Days（2010年2月20日、ラインコミュニケーションズ）
- Sweet Trap -スウィート トラップ-（2010年6月26日、晋遊舎）[25]
- Gokujo 極嬢（2010年9月22日、トリコ）
- 戸田れいSWINUTION（2010年12月22日、トリコ）
- 願望図鑑（2011年6月3日、イーネットフロンティア）
- せつなの恋人（2011年8月19日、メディアブランド）
- 欲望の対象（2011年12月21日、イーネットフロンティア）
- 美尻麗句（2012年8月24日、イーネットフロンティア）
- レイチェル（2013年2月25日、Air control）
- FLY〜Let me be ur star〜（2013年5月31日、アクアハウス）
- 美尻麗句II（2013年9月20日、イーネット・フロンティア）
- E尻夢気分（2013年12月20日、イーネット・フロンティア）
- 麗人 〜a beauty〜（2014年6月25日、イーネット・フロンティア）
- お尻Collection（2014年11月25日、エアーコントロール）
- みすど mis*dol（2015年2月20日、M.B.Dメディアブランド）
- レイパン （2015年7月25日、エアーコントロール）
- どっちにするの（2015年11月19日、ギルド）
- これからも。（2016年9月25日、エアーコントロール）
- BEAU TRENTE（2017年6月10日、ワニブックス）
- いけない人 （2017年10月19日、ギルド）
- 甘い日々（2017年2月15日、ギルド）
- 家政婦はレイチェル（2018年8月19日、双葉社）
- 密かに愛して ちょっぴりHなオトナの恋愛（2019年5月25日、エアーコントロール）[26]
- Ray of Light（2019年11月29日、スパイスビジュアル）
- アールグレイ〜こころに残る美尻の味わい〜（2021年8月25日、イーネット・フロンティア）[27]

### 写真集
- TRENTE（2017年4月20日、ワニブックス、撮影：佐藤佑一）ISBN 978-4847049163
- ILiOS（2021年11月、撮影：LUCKMAN）クラウドファンディング限定
- Mellow（2023年4月27日、ワニブックス、撮影：西條彰仁）ISBN 978-4847084881[28][29]

#### デジタル写真集
- SPA！グラビアン魂デジタル写真集 戸田れい（2019年8月23日、扶桑社、撮影：塔下智士）
- 戸田れい 夢なら醒めないで 週刊ポストデジタル写真集（2019年9月2日、小学館、撮影：西田幸樹）
- 週刊大衆デジタル写真集：8 戸田れい「火照ってますか・・・・・・」（2020年2月27日、双葉社、撮影：富田恭透）
- 戸田れい×松田忠雄 Lover pretend 週刊ポストデジタル写真集（2020年10月2日、小学館、撮影：松田忠雄）
- オトナのリップGIRLS SEXYの花束を君に 週刊ポストデジタル写真集（2021年4月26日、小学館、撮影：LUCKMAN、カノウリョウマ）
- 戸田れい×花那 ルピナスのやすらぎ 週刊ポストデジタル写真集（2021年5月26日、小学館、撮影：LUCKMAN、カノウリョウマ）
- 戸田れい エロスの味わい 週刊ポストデジタル写真集（2021年9月6日、小学館、撮影：早川達也）
- 戸田れい ILiOS～何度でも振り向いて～ 週刊ポストデジタル写真集（2021年12月24日、小学館、撮影：LUCKMAN）
- 戸田れい写真集「甘い夢のように」（2022年7月11日、集英社、撮影：中村和孝）
- リップガールズ温泉旅行！ 巨乳グラドルのプライベートに密着！ 戸田れい 森咲智美 葉月あや 橋本梨菜 FRIDAYデジタル写真集（2022年7月29日、講談社、撮影：R・I・P）
- 戸田れい 金魚のようにゆらめいて 週刊ポストデジタル写真集（2022年9月9日、小学館、撮影：熊谷貫）
- 戸田れい 写真集 『Mellow ～another story～』（2023年8月25日、ワニブックス、撮影：西條彰仁）
- 戸田れい 写真集 『Mellow ～もう一度ときめいて～』（2023年8月25日、ワニブックス、撮影：西條彰仁）